# Estádio Municipal de Portimão
Het Estádio Municipal de Portimão is een multifunctioneel stadion in Portimão, een stad in Portugal. Het stadion heette eerder Estádio do Portimonense SC.
Het stadion wordt vooral gebruikt voor voetbalwedstrijden, de voetbalclub Portimonense SC maakt gebruik van dit stadion. In het stadion is plaats voor 9.544 toeschouwers. Het stadion werd geopend in 1937 en daarna gerenoveerd in 2007 en 2010.